# 貝克街
貝克街（英語：Baker Street）是英國倫敦市區一條街道，位於西敏市的瑪莉勒本區，南起攝政公園，北抵威格莫爾街（Wigmore St），為幹道的一部分。該街道是著名偵探小說系列《福爾摩斯探案》中主人公夏洛克·福爾摩斯的住所—貝克街221B號的所在地，儘管該地址實際上並不存在，但貝克街仍為此聲名大噪。該街道是為了紀念其建造者威廉·貝克（William Baker）於18世紀鋪設此街而名，原本是上階市民的住宅區，但如今這裡大多數的房屋均作為商業之用，可說是條繁忙的通衢，以倫敦地鐵貝克街站作為聯外車站。此外，於二戰期間成立的英國特别行動執行處亦以貝克街64號作為總部。
1971年，位於此地的駿懋銀行遭到搶匪洗劫，是為惡名昭彰的貝克街搶案。